# Élections municipales de 1995 à Mulhouse
Pour un article plus général, voir Élections municipales de 1995 dans le Haut-Rhin.
Pour les articles homonymes, voir Élections municipales à Mulhouse.
Les élections municipales ont eu lieu les 11 et 18 juin 1995 à Mulhouse.

## Mode de scrutin
Le mode de scrutin à Mulhouse est celui des villes de plus de 1 000 habitants : la liste arrivée en tête obtient la moitié des 55 sièges du conseil municipal. Le reste est réparti à la proportionnelle entre toutes les listes ayant obtenu au moins 5 % des suffrages exprimés. Un deuxième tour est organisé si aucune liste n'atteint la majorité absolue et au moins 25 % des inscrits au premier tour. Seules les listes ayant obtenu aux moins 10 % des suffrages exprimés peuvent s'y présenter. Les listes ayant obtenu au moins 5 % des suffrages exprimés peuvent fusionner avec une liste présente au second tour.

## Résultats
- Maire sortant : Jean-Marie Bockel (PS)

| Tête de liste            | Tête de liste      | Liste          | Premier tour | Premier tour | Second tour | Second tour | Sièges |  |
| Tête de liste            | Tête de liste      | Liste          | Voix         | %            | Voix        | %           | Sièges |  |
| ------------------------ | ------------------ | -------------- | ------------ | ------------ | ----------- | ----------- | ------ |  |
|                          | Jean-Marie Bockel* | PS             | 12 856       | 36,91 %      | 19 539      | 53,08 %     | 43     |  |
|                          | Joseph Klifa       | UDF            | 4 431        | 12,72 %      | 19 539      | 53,08 %     | 43     |  |
|                          | Gérard Freulet     | FN             | 10 630       | 30,52 %      | 12 687      | 34,46 %     | 9      |  |
|                          | Robert Arnaud      | RPR            | 3 851        | 11,06 %      | 4 587       | 12,46 %     | 3      |  |
|                          | Antoine Waechter   | MEI            | 1 194        | 3,43 %       |             |             |        |  |
|                          | Gilbert Muller     | DVD            | 612          | 1,76 %       |             |             |        |  |
|                          | Françoise Ruch     | EXG            | 496          | 1,42 %       |             |             |        |  |
|                          | Roger Kuntz        | PCF            | 413          | 1,19 %       |             |             |        |  |
|                          | Bernard Frey       | DVD            | 347          | 1,00 %       |             |             |        |  |
|                          |                    |                |              |              |             |             |        |  |
| Inscrits                 | Inscrits           | Inscrits       | 57 823       | 100,00       |             | 100,00      |        |  |
| Abstentions              | Abstentions        | Abstentions    | 22 482       | 38,88        |             |             |        |  |
| Votants                  | Votants            | Votants        | 35 341       | 61,12        |             |             |        |  |
| Blancs et nuls           | Blancs et nuls     | Blancs et nuls | 511          | 1,45         |             |             |        |  |
| Exprimés                 | Exprimés           | Exprimés       | 34 830       | 98,55        | 36 813      |             |        |  |
| * Liste du maire sortant |                    |                |              |              |             |             |        |  |

## Composition du conseil municipal
Liste non exhaustive des conseillers municipaux :
Liste Bockel (43 élus) :
- Jean-Marie Bockel
- Eugène Riedweg
- Pierre Freyburger

Liste Freulet (9 élus) : 
- Gérard Freulet

Inconnu :
- Bernard Stoessel

## Anecdotes
- L'ancien maire, Klifa tente de reprendre la mairie à Bockel mais il échoue à se qualifier pour le second tour et fusionne avec sa liste pour faire barrage au FN[1].
- Le candidat Gilbert Muller, n'est autre que le fils de l'ancien maire Emile Muller[2].